# Zigagué
Zigagué (ou Segage, Segague, Segagé, Ségagué, Zgagué, Ziguagué, Ziguague, Zgagué) est le nom de plusieurs villages de l'extrême-nord du Cameroun, situés dans l'arrondissement de Waza et le département du Logone-et-Chari, à la frontière avec le Nigeria.

## Localisation

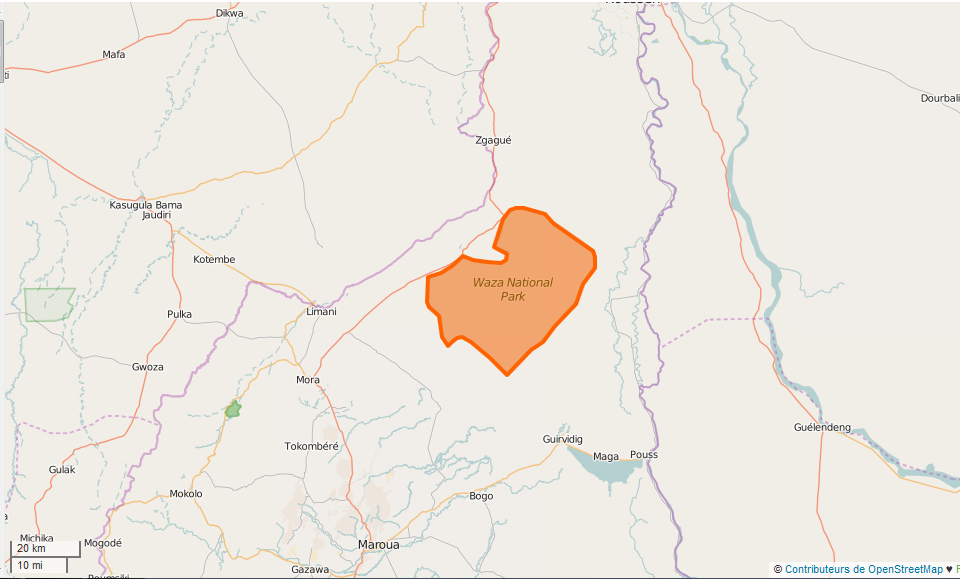
Localisation de Zgagué
au nord du Parc national de Waza

## Population
Lors du recensement de 2005, les 907 habitants de Zigagué se répartissaient ainsi :
- Zigagué Mbanawali : 357
- Zigagué Missega : 452
- Zigagué Mousgoum : 98

## Histoire contemporaine
Le 6 août 2014, dix personnes, dont neuf passagers d'un bus de voyageurs et un militaire du Bataillon d'intervention rapide (BIR) à bord d'un autre véhicule, sont tuées à Zigagué au cours d'une attaque de Boko Haram.